# Ранумафана (Фианаранцоа)
Ранумафана (на малгашки: Ranomafana) е селище и община в централен Мадагаскар, регион Ватовави-Фитовинани, окръг Ифанадиана. Населението на общината през 2001 година е ок. 10 000 души.